# Néstor Subiat (1945)
Néstor Subiat (Buenos Aires, 14 oktober 1945) is een voormalig Argentijns voetballer die speelde als aanvaller. Hij heeft ook een zoon Néstor Subiat die profvoetballer was.

## Carrière
Subiat speelde voor de Argentijnse ploegen Vélez Sarsfield, CA Colón en CA Platense alvorens de overstap te maken naar het Colombiaanse Millonarios waarmee hij in 1972 landskampioen werd samen met Jaime Morón en Willington Ortiz. 
Nadien speelde hij bij het Franse FC Mulhouse de club waar zijn zoon in de jeugd zou spelen en meer dan acht seizoenen in de hoofdmacht.

## Erelijst
- Millonarios FC
  - Colombiaans landskampioen: 1972